# HK Witjas
Der HK Witjas (russisch Хоккейный клуб «Ви́тязь») ist ein 1996 gegründeter Eishockeyclub aus Balaschicha. Er spielt in der Kontinentalen Hockey-Liga (KHL). Die Vereinsfarben sind weiß, rot und schwarz.

## Geschichte

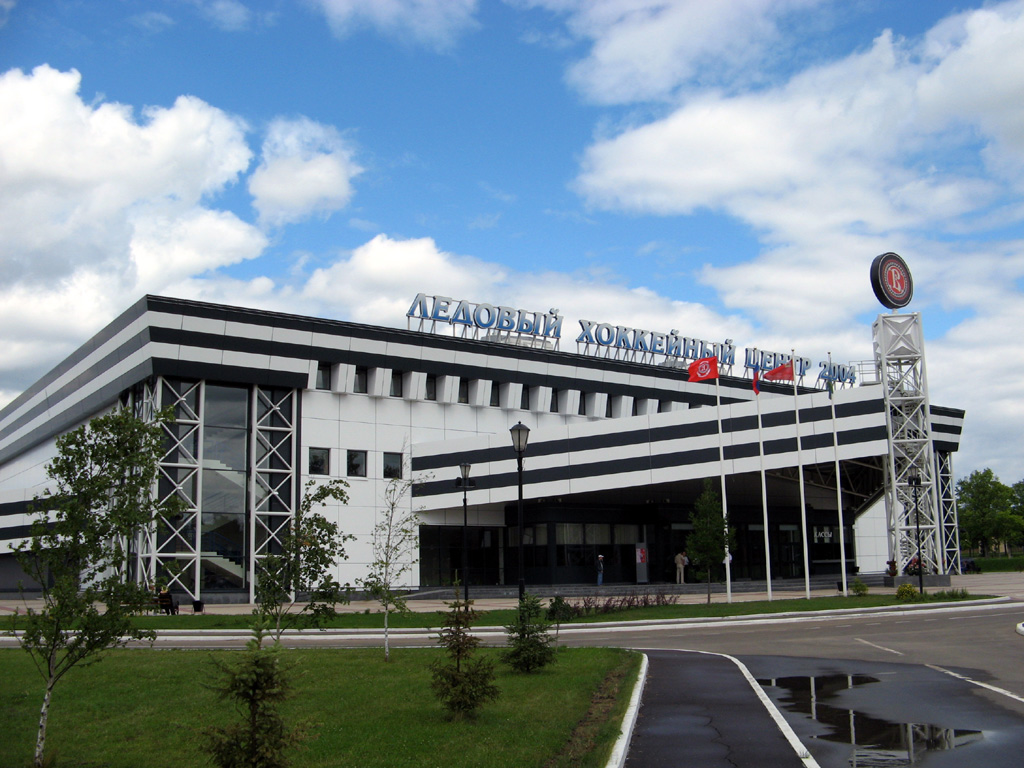
Das Eishockey-Center in Tschechow

2005 gelang der Aufstieg in die Superliga. Vorher spielte der Club überwiegend in der Wysschaja Liga. Der Verein wurde in Podolsk gegründet, zog jedoch 2000 nach Tschechow. Die Namensänderung zu Witjas Tschechow erfolgte 2004. Ab 2000 trug der Klub seine Heimspiele im Eispalast Witjas in Podolsk aus, der bis 2006 auch als Spielort des HK MWD Balaschicha genutzt wurde. Im Jahr 2004 wurde das Eishockey-Center Tschechow eröffnet, das zunächst 1370 Zuschauern Platz bot und fortan Heimspielstätte von Witja war. Während der Spielzeit 2007/08 wurde das Eishockey-Center auf 3300 Sitzplätze erweitert, genügt aber trotzdem nicht den Standards der Superliga bzw. KHL.
Seit dem Beitritt zur KHL ist der Klub für seinen physischen und nordamerikanisch geprägten Spielstil bekannt.
2013 liefen die Ausnahmeregelungen der KHL für Stadien unter 5500 Zuschauern aus, so dass Witjas nach Podolsk zurückkehrte, um wieder im Eispalast Witjas zu spielen. Seit 2018 spielt der Klub in der Balaschicha-Arena in Balaschicha.

## Trainer
- 1999 – Oktober 2000: Alexander Satschessow
- Oktober 2000 – April 2001: Alexander Barinjew
- 2001–2003: Waleri Below
- 2003–2004: Juri Rumjanzew
- April 2004 – Januar 2005: Mischat Fachrutdinow
- Januar 2005 – Juni 2005: Alexander Bodunow
- Juni 2005 – Oktober 2005: Anatoli Bogdanow
- Oktober 2005 – April 2006: Alexander Bodunow
- 2006–2007: Mike Krushelnyski
- Juni 2007 – Oktober 2007: Mischat Fachrutdinow
- Oktober 2007 – 2008: Sergei Gomoljako
- 2008–2009: Mike Krushelnyski
- 2009–2010: Alexei Jaruschkin
- 2010–2012: Andrei Nasarow
- 2012 – Januar 2014: Juri Leonow
- Januar 2014 – November 2015: Oleg Orechowski
- November 2015 – März 2016: Rawil Jakubow
- März 2016 – Mai 2019: Waleri Below
- seit Mai 2019: Michail Krawez

## Bekannte ehemalige Spieler
- Alexander Koroljuk (2004–2008)
- Daniil Markow (2004/05)
- Alexei Schamnow (2004/05)
- Sergejs Naumovs (2004/05)
- Boris Mironow (2006/07)
- Sébastien Charpentier (2006/07)
- Andrej Podkonický (2007/08)
- Dimitri Pätzold (2008)
- Derrick Walser (2008/09)
- Ahren Spylo (2008/09)
- Artemi Panarin (2008–2013)
- Michail Sergatschow (2012–2014)
- Roman Horák (2014–2018)